# Partido judicial de Cazalla de la Sierra
El partido judicial de Cazalla de la Sierra es uno de los 85 partidos judiciales en los que se divide la comunidad autónoma de Andalucía y creado por Real Decreto en 1983, como número dos de los quince en que se divide la provincia de Sevilla, en España.

## Ámbito geográfico
| Partido Judicial | Capital de partido   | Municipios que comprende |
| ---------------- | -------------------- | --- |
| 2                | Cazalla de la Sierra | Alanís , Almadén de la Plata, Cazalla de la Sierra, Constantina, Guadalcanal, Las Navas de la Concepción, El Pedroso, El Real de la Jara y San Nicolás del Puerto. |